# Џон Линсон
Џон Линсон (енгл. John Linson) амерички је филмски и телевизијски продуцент и оснивач продуцентске куће Linson Entertainment. Познат је као продуцент филмова Велика очекивања, Господари Догтауна и Ранавејси, као и телевизијских серија Синови анархије и Јелоустоун.

## Биографија
Рођен је у Лос Анђелесу. Отац му је продуцент Арт Линсон. Лиценцирани је приватни пилот и дугогодишњи ентузијаста мотоцикала.